# Tenisówki

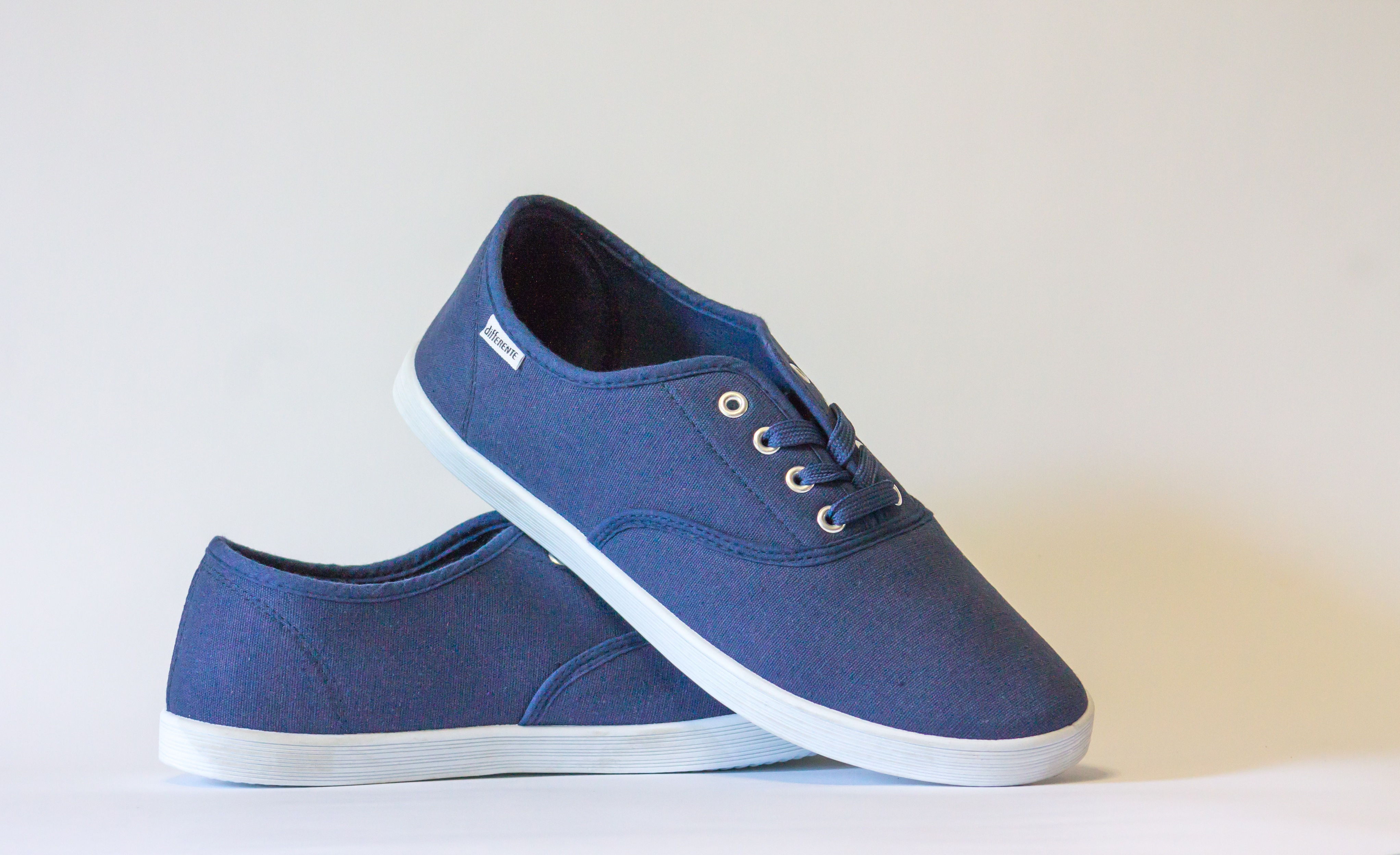
Tenisówki sznurowane

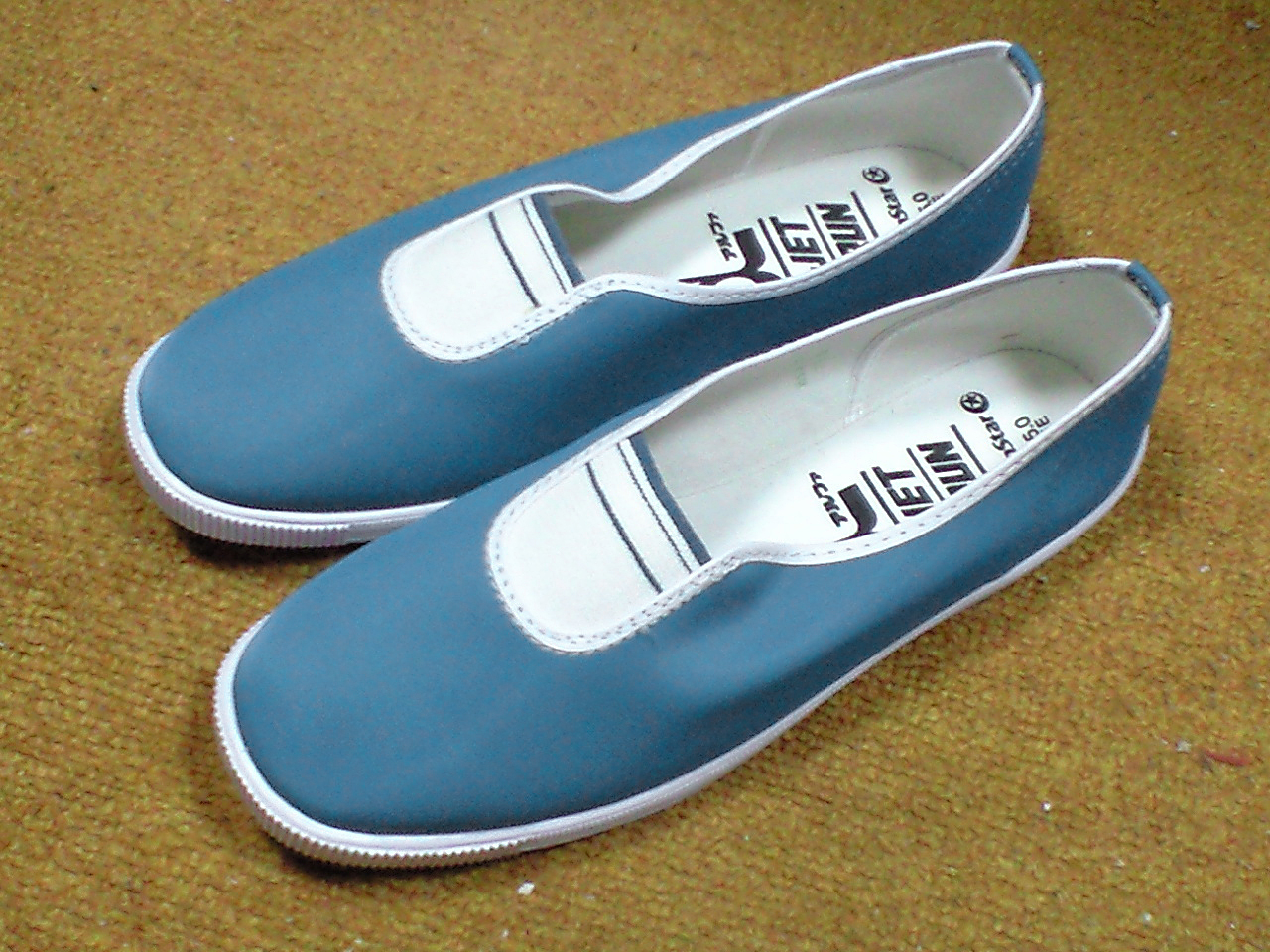
Tenisówki wsuwane

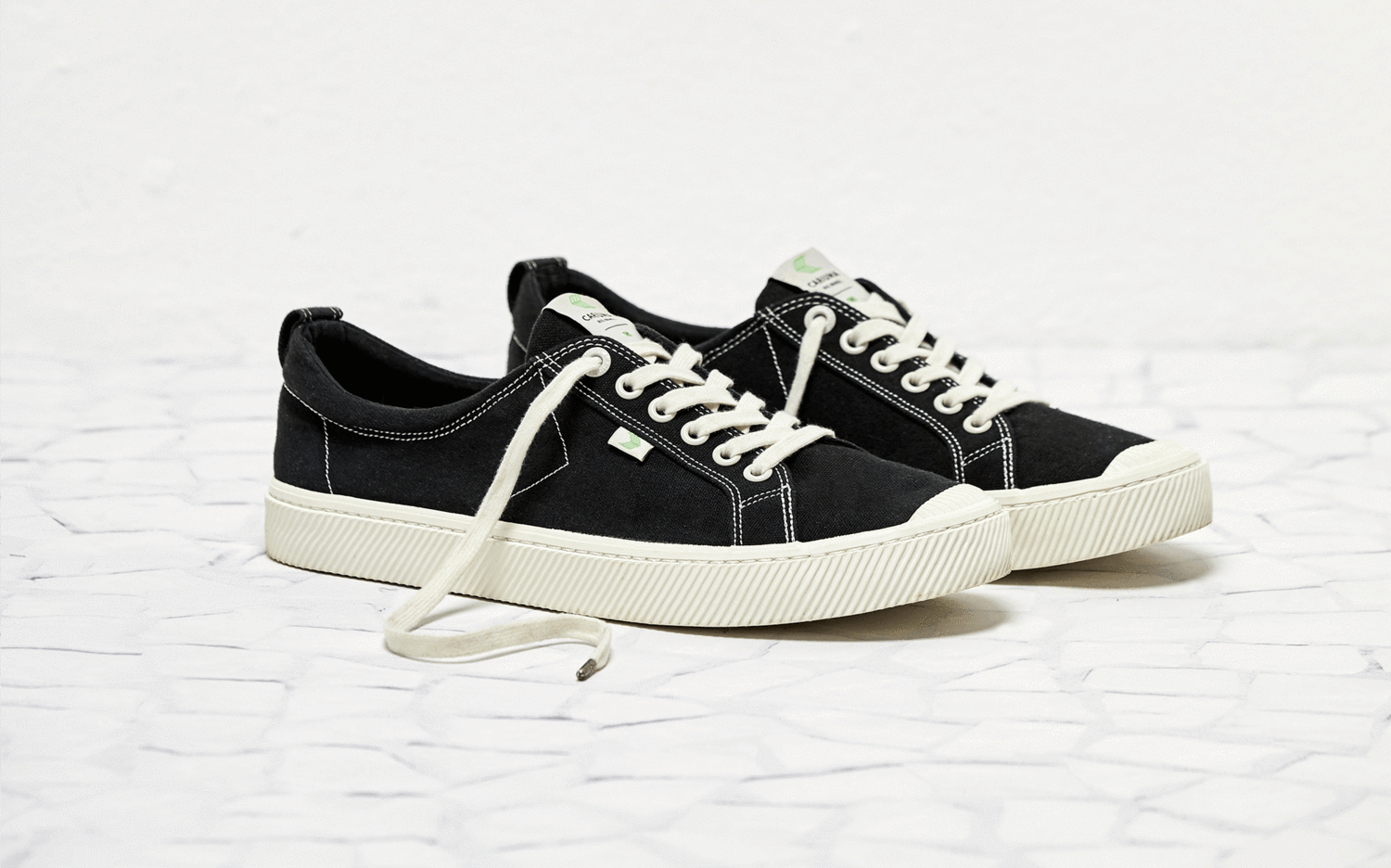
Tenisówki w formie zbliżonej do trampek

Tenisówki – rodzaj płytkiego sportowego obuwia tekstylnego, na podeszwie z gumy. W odróżnieniu od pokrewnych im trampek, tenisówki posiadają bardzo niskie cholewki (nie zakrywające kostek) i poza podeszwą wykonane są zazwyczaj z jednorodnego materiału (z reguły nie posiadając gumowanych nosków).
Tenisówki były reklamowane jako obuwie, które nie hałasuje podczas chodzenia i stąd zaczęto je nazywać sneakers (ang. to sneak – zakradać się). W Polsce używano przez pewien czas nazwy „cichobiegi” lub „skoki”.
W Polsce od 1927 podobne obuwie produkowała spółka Polski Przemysł Gumowy Towarzystwo Akcyjne w Grudziądzu” (PePeGe), stąd inna popularna nazwa „pepegi”.
Klasyczne modele butów najczęściej zaliczane do grona tenisówek:
- Converse All Star
- Nike Cortez
- Adidas Gazelle
- Adidas Campus
- Puma Suede
- Puma Pele Brazil
- Nike Dunk
- Nike Air Force One
- Reebok Omni Pump
- Reebok Freestyle
- Nike Air Jordan

Za fenomenem tenisówek stoją najwięksi mistrzowie sportu oraz filmowi idole, tacy jak Michael Jordan, Jesse Owens oraz James Dean. To za sprawą ich promocji i zaangażowania tenisówki stały się ważnym w historii modelem obuwia sportowego. Współcześnie tenisówki cieszą się uznaniem nie tylko na boisku sportowym, ale przede wszystkim na ulicach miast, a nawet wybiegach modowych.